# Adrian Schiller
Adrian Schiller (Oxford, 21 febbraio 1964 – Norwich, 3 aprile 2024) è stato un attore britannico.

## Filmografia

### Cinema
- Le regole del caos (A Little Chaos), regia di Alan Rickman (2014)
- Suffragette, regia di Sarah Gavron (2015)
- The Danish Girl, regia di Tom Hooper (2015)
- La cura dal benessere (A Cure for Wellness), regia di Gore Verbinski (2016)
- La bella e la bestia (Beauty and the Beast), regia di Bill Condon (2017)
- Il mistero di Donald C. (The Mercy), regia di James Marsh (2018)
- Censor, regia di Prano Bailey-Bond (2021)

### Televisione
- Metropolitan Police – serie TV, 2 episodi (1995-2009)
- RKO 281 - La vera storia di Quarto potere (RKO 281), regia di Benjamin Ross – film TV (1999)
- Being Human – serie TV, 3 episodi (2010)
- Silk – serie TV, 3 episodi (2011)
- Doctor Who – serie TV, episodio 6x04 (2011)
- Holby City – serie TV, episodio 14x31 (2012)
- The Hollow Crown – miniserie TV, 1 puntata (2012)
- The Musketeers – serie TV, episodio 4x01 (2014)
- Il giovane ispettore Morse (Endeavour) – serie TV, episodio 2x03 (2014)
- Residue – miniserie TV, 3 puntate (2015)
- Victoria – serie TV, 25 episodi (2016-2019)
- Man in an Orange Shirt – miniserie TV, 2 puntate (2017)
- Genius – serie TV, 4 episodi (2018)
- Black Earth Rising – serie TV, 4 episodi (2018)
- The Last Kingdom – serie TV, 25 episodi (2018-2022)
- Delitti in Paradiso (Death in Paradise) – serie TV, episodi 10x05-10x06 (2021)
- Van der Valk – serie TV, episodio 2x03 (2022)
- The Chelsea Detective – serie TV, episodio 2x04 (2023)

### Videogiochi
- Indiana Jones e il bastone dei re – videogioco (2009)
- Fable III – videogioco (2010)
- Assassin's Creed III – videogioco (2012)
- Castlevania: Lords of Shadow - Mirror of Fate – videogioco (2013)
- Assassin's Creed IV: Black Flag – videogioco (2013)
- Assassin's Creed: Unity – videogioco (2014)

## Doppiatori italiani
- Gerolamo Alchieri in Le regole del caos
- Dario Penne in Suffragette
- Franco Mannella in The Danish Girl
- Alessandro Budroni in La cura del benessere
- Walter Rivetti in Censor